# Peter Criss
Peter Criss, egentligen George Peter John Criscuola, född 20 december 1945 i Brooklyn i New York, är en amerikansk musiker, mest känd som trummis och en av originalmedlemmarna i hårdrockbandet Kiss.

## Biografi
Peter Criss är son till Loretta (1928–1991) och Joseph Criscuola (1923–1994) och äldst av fem syskon. Han gick i en katolsk skola. Redan som sexåring vaknade Criss intresse för musiken. Peter bodde i ett socialt tufft område under sin uppväxt och tvingades gå med i ett gäng. De var ibland inblandade i gängbråk och Peter har fortfarande ärr kvar från den tiden.
Sitt första riktiga trumset köpte Criss vid 16 års ålder. Criss var mycket fascinerad av trummisen Gene Krupa. På dagarna spelade han i bandet The Barracudas. Senare bildade Criss och Stan Penridge bandet Chelsea. Criss fick äntligen chansen att förverkliga sin dröm att spela helt eget material. Bandet spelade mycket i New York, och till slut fick de ett skivkontrakt med Decca. De släppte en skiva som inte sålde alls, och med det så splittrades bandet. För en kort tid spelade Criss och Penridge i ett nytt band, Lips, som våren 1972 blev en duo. Criss insjuknade i bröstcancer år 2007 men är idag helt frisk. 

### Kiss

Peter Criss sminkning som medlem i KISS

Criss satte i augusti 1972 in en annons i tidningen Rolling Stone där det stod "EXPD. ROCK & roll drummer looking for orig. grp. doing soft and hard music. Peter XXX-XXXX Brooklyn" och inte "Rock'n'roll drummer willing to do anything to make it" som det under många år hävdats. Gene Simmons fick syn på denna annons och ringde upp Criss. Simmons bad Criss berätta hur han såg ut. Gene nappade på beskrivningen, och de bestämde en tid för provspelning, vilket ledde till att Criss blev medlem i bandet, som fortfarande hette Wicked Lester. Criss namn i KISS var "The Catman" och tanken var just att hans smink skulle föreställa en katt.
Peter Criss bidrag till Kiss blev god sångteknik, flera uppskattade låtar och en mer komplett trumstil än vad som ofta är fallet hos en rock and roll-trummis. Hans trumsolo på 100,000 Years från Alive! anses av många som det bästa som någonsin gjorts.

### Avsked från Kiss
Officiellt lämnade Peter Criss Kiss den 17 maj 1980, men redan tidigare hade det börjat knaka i fogarna. Den 16 december 1979 spelade Criss sin sista livekonsert med gruppen. I en intervju för CNN den 24 september 1980 sade Criss att han sedan 1977 hade tänkt på att lämna KISS. Love Gun (1977) var det sista KISS-album där Criss spelade trummor på samtliga låtar. På albumet Dynasty (1979) medverkar han endast på ett spår, "Dirty Livin'" (sång och trummor) och i promovideon för "I Was Made For Lovin' You" och "Sure Know Something". Medan han på det efterföljande Unmasked (1980) lyser helt med sin frånvaro, trots att han är avbildad på omslaget. Criss förekommer dock i musikvideon till låten "Shandi".
Efter Kiss återförening 1996 hanterade han dock ånyo trumstockarna på Psycho Circus (1998), dock enbart på låten ("Into the Void"; han sjunger dock på "I Finally Found My Way") samt på Kiss Symphony: Alive IV (2003). I mars 2004 lämnade han gruppen för gott.
På det låtmaterial Criss själv skrev till gruppen hör man att han musikaliskt aldrig riktigt kände sig hemma i Kiss. Han brukade få skriva en sång till varje skiva, den mest kända är balladen Beth på skivan Destroyer (1976). Övriga medlemmar ville först inte ha låten på skivan alls, men den kom med och är gruppens bäst säljande singel genom tiderna. Efter att Criss lämnat Kiss 1980 och därmed blev den första att visa sig osminkad, försökte han sig på en solokarriär, dock utan att nå några större höjder. 
Efter den misslyckade solokarriären gav sig Criss in på en lång rad projekt, alla med samma öde. The Alliance/The Penridge-Criss Alliance tillsammans med kamraten Stan Penridge (som varit med och skrivit "Beth") samt medlemmar ur 70-tals jazzrockbandet Montage och Allman Brothers Band, Balls of Fire,  (tillsammans med forne KISS-gitarristen Mark St. John) och till sist en solokarriär igen. Han har också turnerat med Ace Frehley under namnet The Bad Boys of KISS.
2002 gästspelade Criss i TV-serien Oz i rollen som Martin Montgomery. Criss syns även i en cameoroll i filmen Detroit Rock City (1999), som handlar om fyra killars desperata försök att ta sig in på en KISS-konsert.
Den 23 juli 2007 gav Criss ut sitt första soloalbum på över femton år, One for All.

## Diskografi

### The Barracudas
- "It's Been So Long" (singel, 1967)
- "Chicken" (singel, 1967)

### Sounds of Soul
- "Since I Fell For You" (singel, 1967)

### The Vintage
- "What is a Man?" (singel, 1969)

### Chelsea
- Chelsea (1970)

1. "Rollin' Along" (2:42)
2. "Let's Call It A Day" (3:20)
3. "Silver Lining" (2:49)
4. "All American Boy" (4:05)
5. "Hard Rock Music" (5:30)
6. "Ophelia" (2:46)
7. "Long River" (7:03)
8. "Grace" (3:28)
9. "Polly Von" (5:01)
10. "Good Company" (1:44)

### Kiss
- Kiss (1974)
- Hotter Than Hell (1974)
- Dressed to Kill (1975)
- Alive! (1975)
- Destroyer (1976)
- Rock And Roll Over (1976)
- Love Gun (1977)
- Alive II (1977)
- Peter Criss (1978)
- Dynasty (1979) (endast låten Dirty Livin')
- Psycho Circus (1998)
- KISS Symphony: Alive IV (2003)

### Solo
- Out of Control (september 1980)
- Let Me Rock You (maj 1982)
- Criss (EP, 1993)
- Cat #1 (1994)
- One for All (2007)

### Singlar
- "By Myself"/"I Found Love" (december 1980)
- "Tears"/"Jealous Guy" (1982)
- "Beth" (2:48)/"Bad Attitude" (4:33)/"Blue Moon Over Brooklyn" (5:22) (1998)